# Blacc Hollywood
Blacc Hollywood è il quinto album in studio del rapper statunitense Wiz Khalifa, pubblicato il 19 agosto 2014 dalle etichette Rostrum Records/Atlantic Records.

## Tracce
1. Hope (feat. Ty Dolla Sign) – 5:24
2. We Dem Boyz – 3:44
3. Promises – 3:10
4. KK (feat. Project Pat & Juicy J) – 4:09
5. House In The Hills (feat. Curren$y) – 4:52
6. Ass Drop – 2:46
7. Raw – 3:37
8. Stayin Out All Night – 4:17
9. The Sleaze – 4:25
10. So High (feat. Ghost Loft) – 4:09
11. Still Down (feat. Chevy Woods & Ty Dolla Sign) – 4:16
12. No Gain – 4:19 – I.D. Labs
13. True Colors (feat. Nicki Minaj) – 4:15

Tracce aggiuntive edizione deluxe
1. We Dem Boyz (Remix) (feat. Rick Ross, Schoolboy Q & Nas) – 5:19
2. You and Your Friends (feat. Snoop Dogg & Ty Dolla Sign) – 3:08

## Classifiche
| Classifica (2014)           | Posizione raggiunta |
| --------------------------- | ------------------- |
| Billboard 200 (Stati Uniti) | 1                   |